# Буковина (Томашівський повіт)
Буковина (пол. Bukowina) — частина села Типин у Польщі, розташоване в Люблінському воєводстві Томашівського повіту, ґміни Томашів.

## Історія
Первісним населенням Буковини були русини-лемки, які компактно проживали на своїх історичних землях. 